# Sant Miard de Pontcirc
Sant Miard de Pontcirc (en francès Saint-Médard) és un municipi francès situat al departament de l'Òlt i a la regió d'Occitània.
El municipi té Sant Miard de Pontcirc com a capital administrativa, i també compta amb els agregats de Rostassac i lo Causse de Caors.

## Demografia
| 1962                                       | 1968 | 1975 | 1982 | 1990 | 1999 | 2006 |
| ------------------------------------------ | ---- | ---- | ---- | ---- | ---- | ---- |
| 115                                        | 134  | 107  | 138  | 136  | 153  | 163  |
| Des de 1962: població sense dobles comptes |      |      |      |      |      |      |

## Administració
| Període   | Identitat            | Partit |
| --------- | -------------------- | ------ |
| 2001-2006 | Jean-Pierre Lauterie |        |
| 2006-     | Serge Rigal          | PS     |